# Ignaz Puschnik
Ignaz Puschnik (ur. 5 lutego 1934, zm. 17 grudnia 2020) – austriacki piłkarz grający na pozycji pomocnika. W swojej karierze rozegrał 7 meczów w reprezentacji Austrii.

## Kariera klubowa
Całą swoją karierę piłkarską Puschnik spędził w klubie Kapfenberger SV. W 1954 roku awansował do kadry pierwszego zespołu. W sezonie 1954/1955 zadebiutował w jego barwach w austriackiej Bundeslidze i od czasu debiutu był podstawowym zawodnikiem Kapfenbergeru. W latach 1959–1961 i 1962-1963 grał z Kapfenbergerem w Regionallidze. Karierę zakończył w 1967 roku w wieku 33 lat.
| Sezon   | Klub            | Kraj    | Rozgrywki    | Mecze | Bramki |
| ------- | --------------- | ------- | ------------ | ----- | ------ |
| 1954/55 | Kapfenberger SV | Austria | Bundesliga   | 24    | 0      |
| 1955/56 | Kapfenberger SV | Austria | Bundesliga   | 26    | 1      |
| 1956/57 | Kapfenberger SV | Austria | Bundesliga   | 24    | 1      |
| 1957/58 | Kapfenberger SV | Austria | Bundesliga   | 24    | 5      |
| 1958/59 | Kapfenberger SV | Austria | Bundesliga   | 25    | 2      |
| 1959/60 | Kapfenberger SV | Austria | Regionalliga | ?     | ?      |
| 1960/61 | Kapfenberger SV | Austria | Regionalliga | ?     | ?      |
| 1961/62 | Kapfenberger SV | Austria | Bundesliga   | 23    | 7      |
| 1962/63 | Kapfenberger SV | Austria | Regionalliga | ?     | ?      |
| 1963/64 | Kapfenberger SV | Austria | Bundesliga   | 25    | 4      |
| 1964/65 | Kapfenberger SV | Austria | Bundesliga   | 25    | 3      |
| 1965/66 | Kapfenberger SV | Austria | Bundesliga   | 26    | 5      |
| 1966/67 | Kapfenberger SV | Austria | Bundesliga   | 18    | 4      |

## Kariera reprezentacyjna
W reprezentacji Austrii Puschnik zadebiutował 10 marca 1957 roku w przegranym 2:3 towarzyskim meczu z Niemcami Zachodnimi, rozegranym w Wiedniu. W 1958 roku został powołany do kadry na mistrzostwa świata w Szwecji. Na nich był rezerwowym i nie rozegrał żadnego meczu. Od 1957 do 1964 roku rozegrał w kadrze narodowej 7 meczów.
| Mecze i gole w reprezentacji | Mecze i gole w reprezentacji | Mecze i gole w reprezentacji | Mecze i gole w reprezentacji | Mecze i gole w reprezentacji | Mecze i gole w reprezentacji | Mecze i gole w reprezentacji |
| #                            | Data                         | Stadion                      | Rywal                        | Wynik                        | Gol                          | Rozgrywki                    |
| 1957                         | 1957                         | 1957                         | 1957                         | 1957                         | 1957                         | 1957                         |
| ---------------------------- | ---------------------------- | ---------------------------- | ---------------------------- | ---------------------------- | ---------------------------- | ---------------------------- |
| 1.                           | 10.03.1957                   | Wiedeń, Austria              | Niemcy Zachodnie             | 2:3                          | 0                            | towarzyski                   |
| 1962                         |                              |                              |                              |                              |                              |                              |
| 2.                           | 08.04.1962                   | Dublin, Irlandia             | Irlandia                     | 3:2                          | 0                            | towarzyski                   |
| 3.                           | 06.05.1962                   | Wiedeń, Austria              | Bułgaria                     | 2:0                          | 0                            | towarzyski                   |
| 4.                           | 24.06.1962                   | Wiedeń, Austria              | Węgry                        | 1:2                          | 0                            | towarzyski                   |
| 5.                           | 16.09.1962                   | Wiedeń, Austria              | Czechosłowacja               | 0:6                          | 0                            | towarzyski                   |
| 6.                           | 11.11.1962                   | Wiedeń, Austria              | Włochy                       | 1:2                          | 0                            | towarzyski                   |
| 1964                         |                              |                              |                              |                              |                              |                              |
| 7.                           | 12.04.1964                   | Amsterdam, Holandia          | Holandia                     | 1:1                          | 0                            | towarzyski                   |